# Muzeul Național de Istorie a României
Muzeul Național de Istorie a României este cel mai important muzeu al statului român. Deține obiecte cu valoare istorică descoperite pe teritoriul actual al României din timpuri preistorice și până în perioada contemporană.
Muzeul a fost înființat în anul 1970, cu scopul de a ilustra evoluțiile culturale înregistrate de-a lungul tuturor epocilor istorice în spațiul geografic al României de azi. Sediul său este Palatul Poștelor de pe Calea Victoriei.
Este cel mai important muzeu de istorie și arheologie din România, atât prin mărime (suprafață desfășurată) cât și prin patrimoniu; este, de asemenea, unul dintre cei mai importanți actori ai arheologiei românești contemporane și lider al arheologiei preventive (noțiune care se referă la săpăturile arheologice asociate unor investiții, pentru prevenirea distrugerii de patrimoniu istoric). Instituția are un site cuprinzător, inclusiv o scurtă fișă a istoriei proprii, descrierea structurii organizatorice (inclusiv scurte prezentări ale personalului de specialitate), pagini descriind evenimente, expoziții, etc.
Din 2002 majoritatea muzeului a fost făcută inaccesibilă publicului pentru lucrări de reabilitare.
Din 1974 muzeul publică revista Muzeul Național care își propunea să adune „cele mai importante studii ale muzeografilor și cercetătorilor din epocă”. Din 1997 publicația apare anual, toate volumele fiind disponibile online.

## Galerie

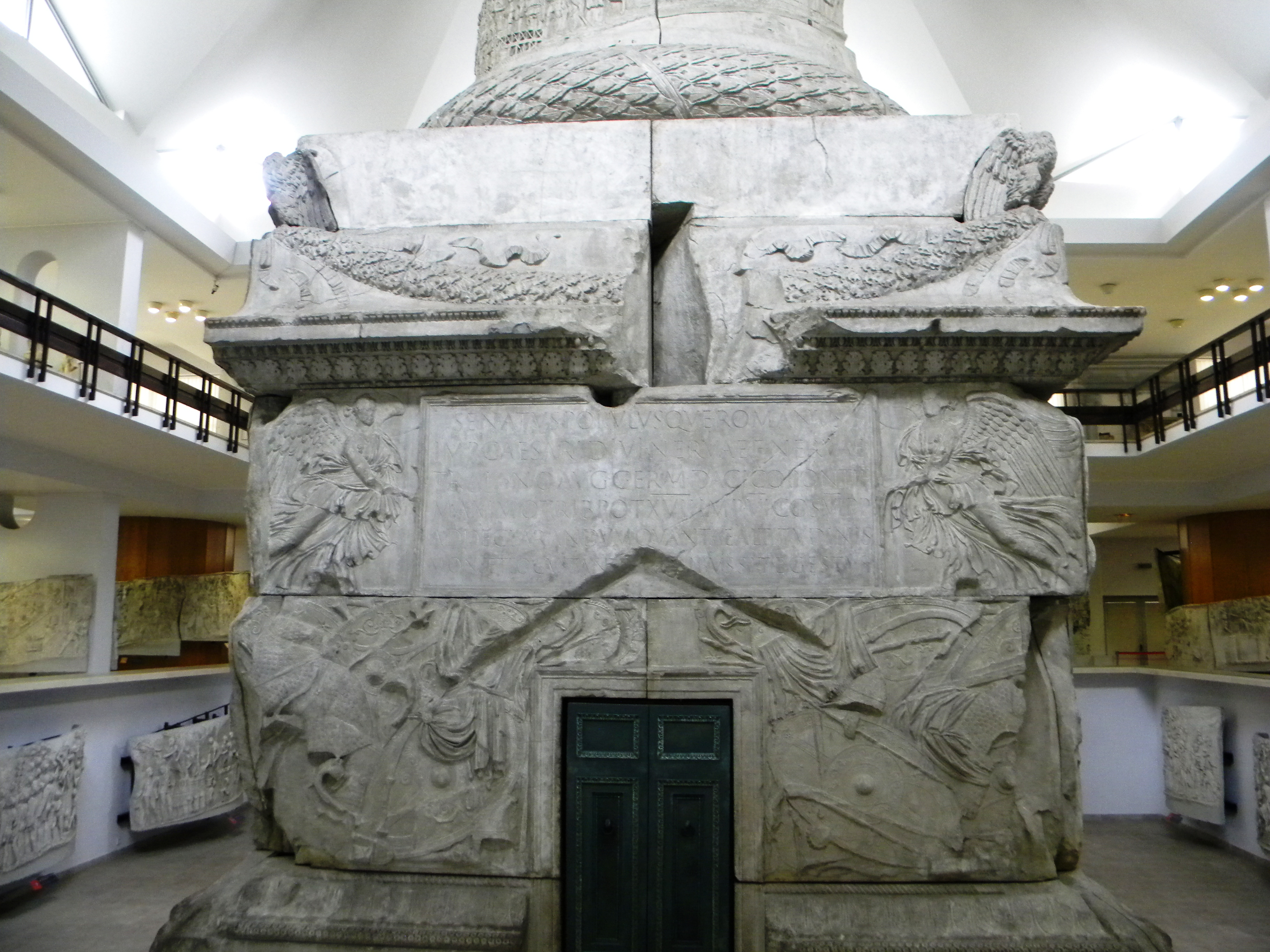
Columna lui Traian (copie)
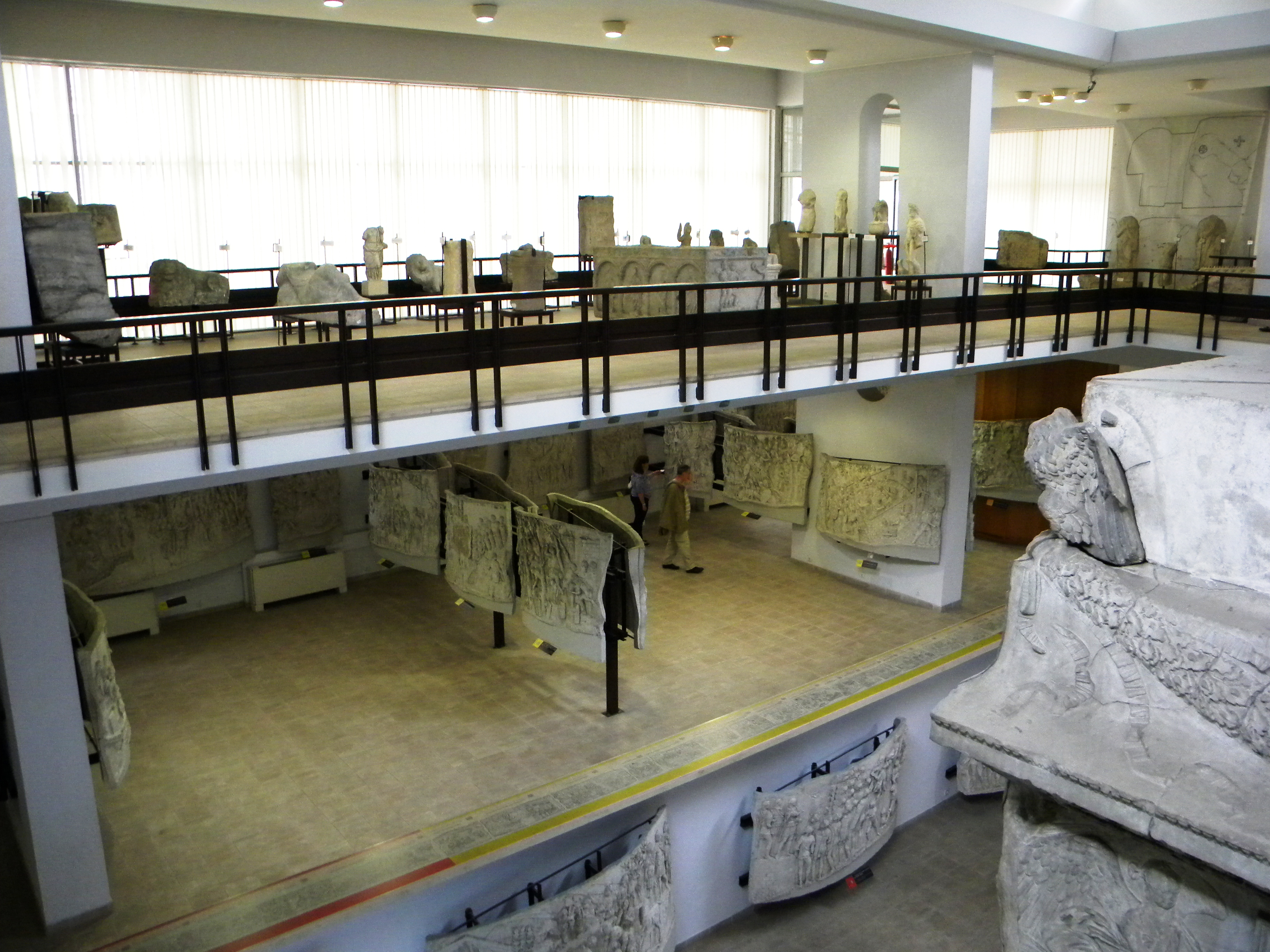
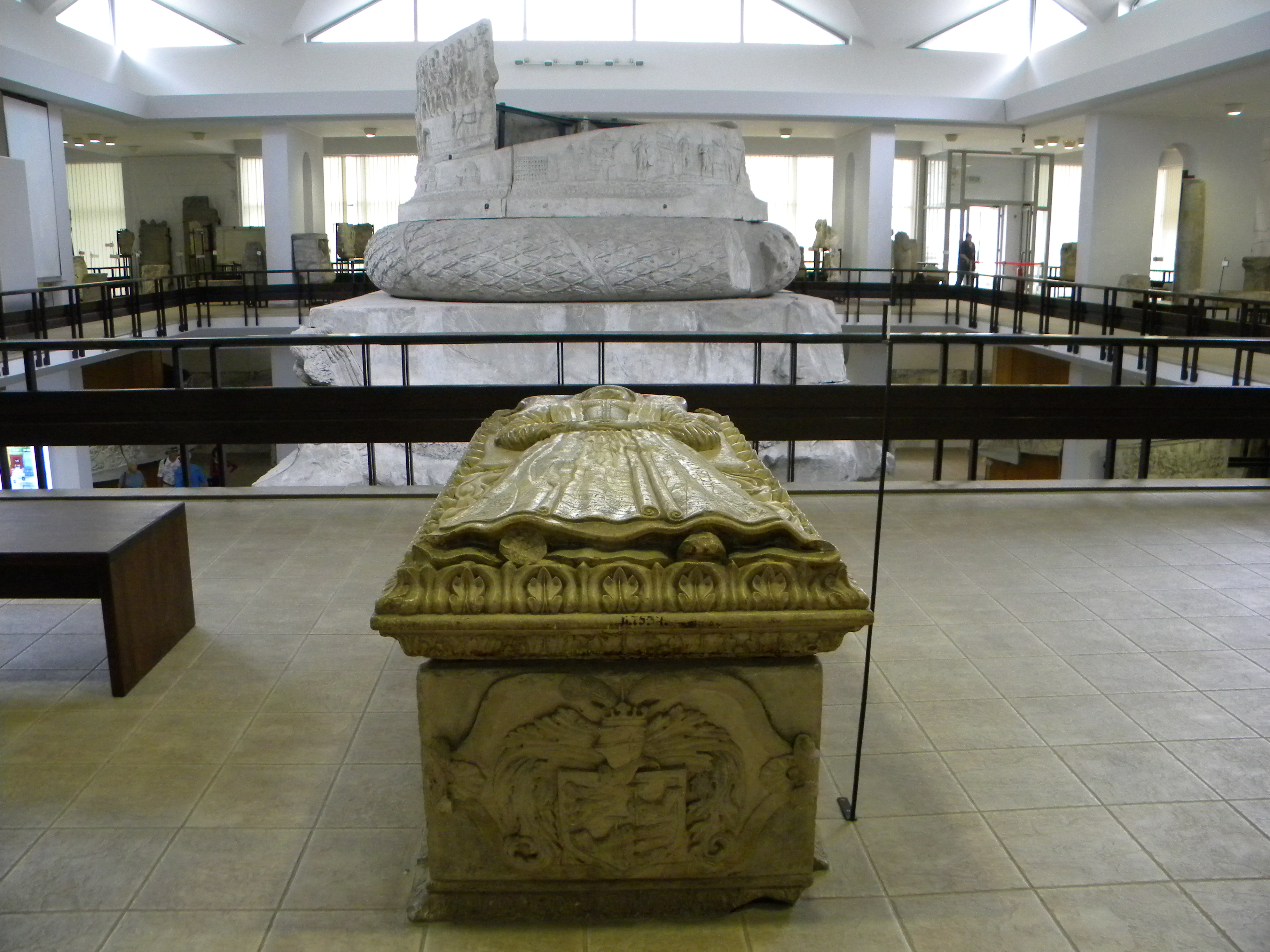
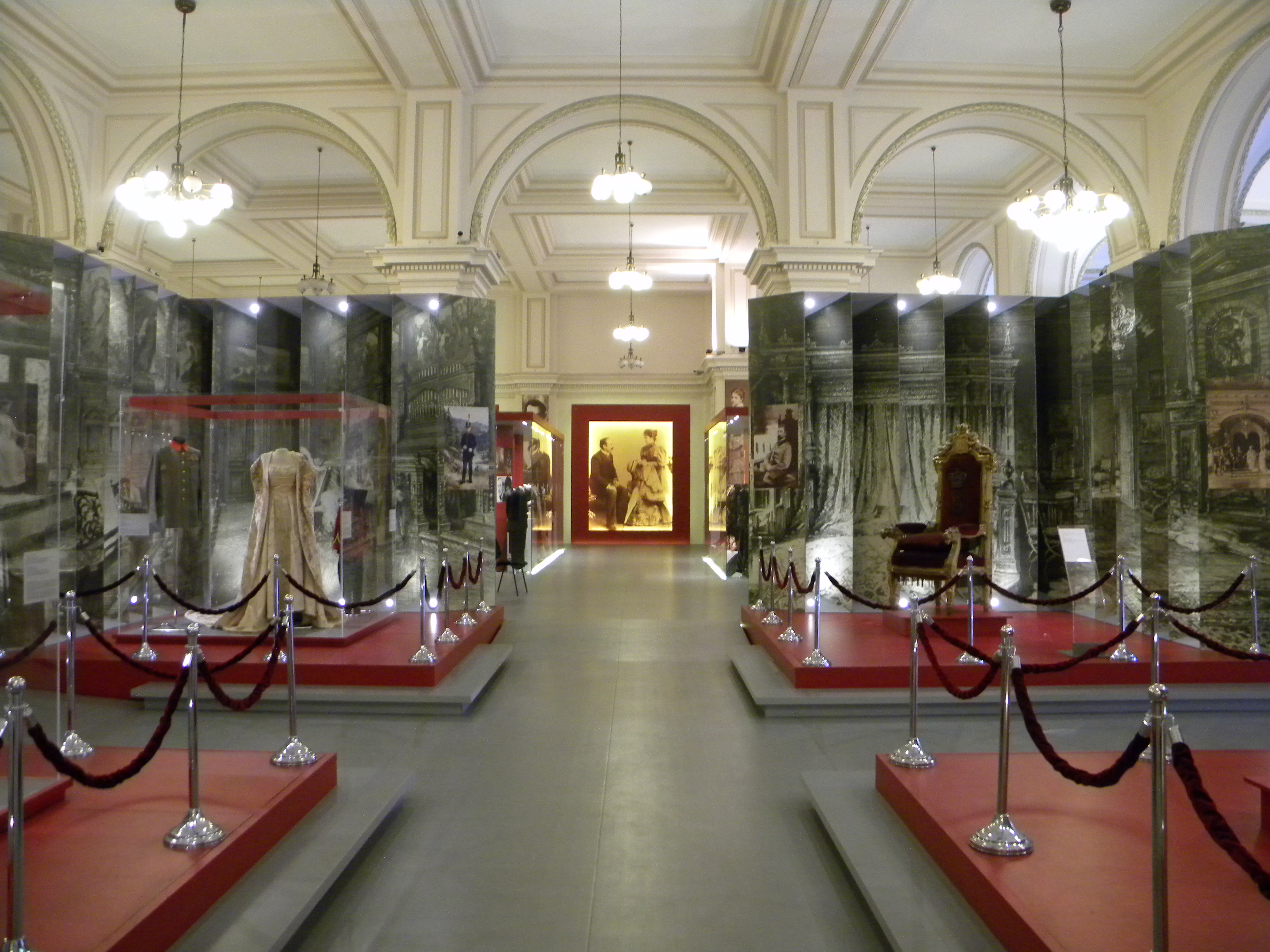
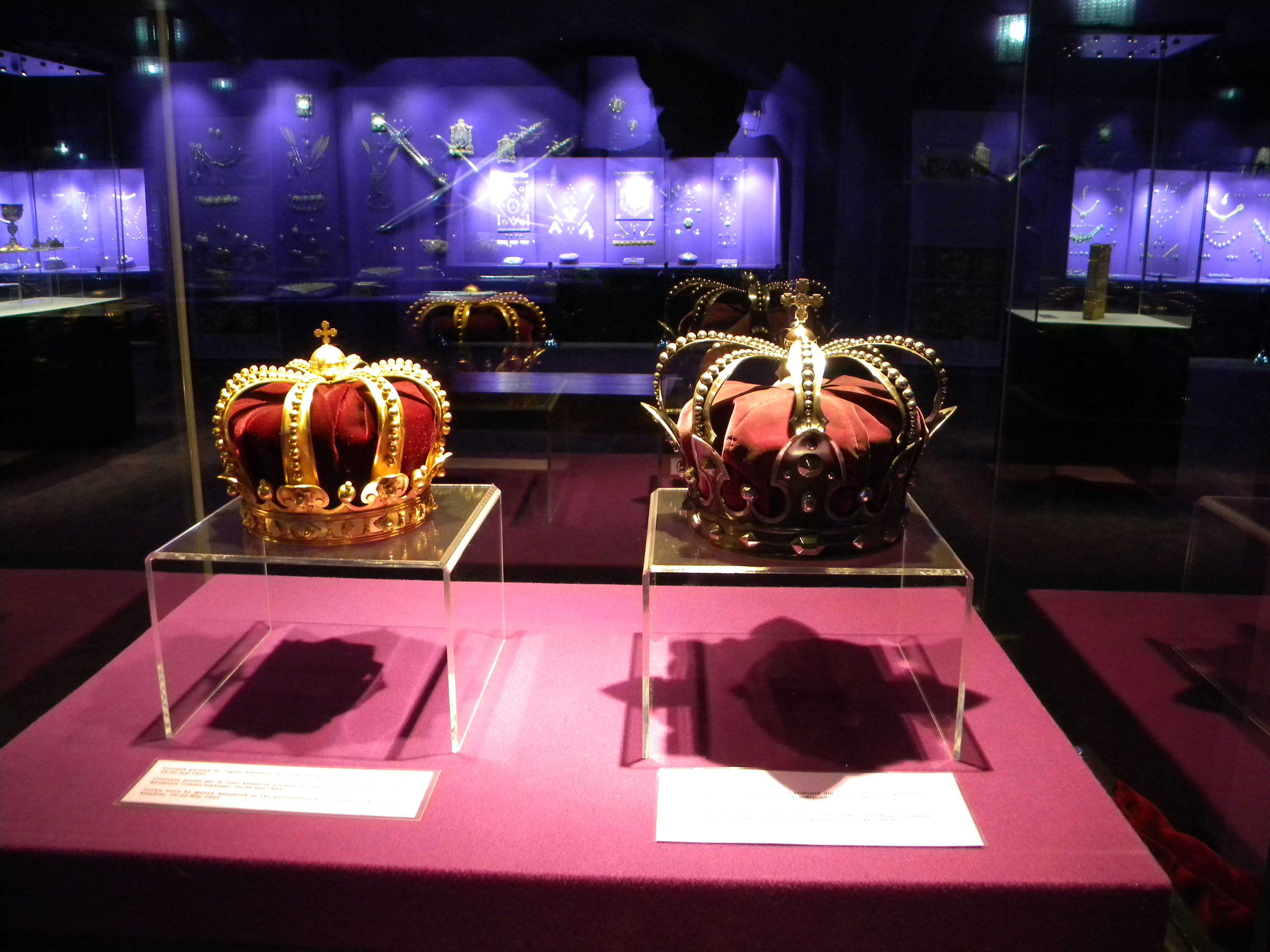
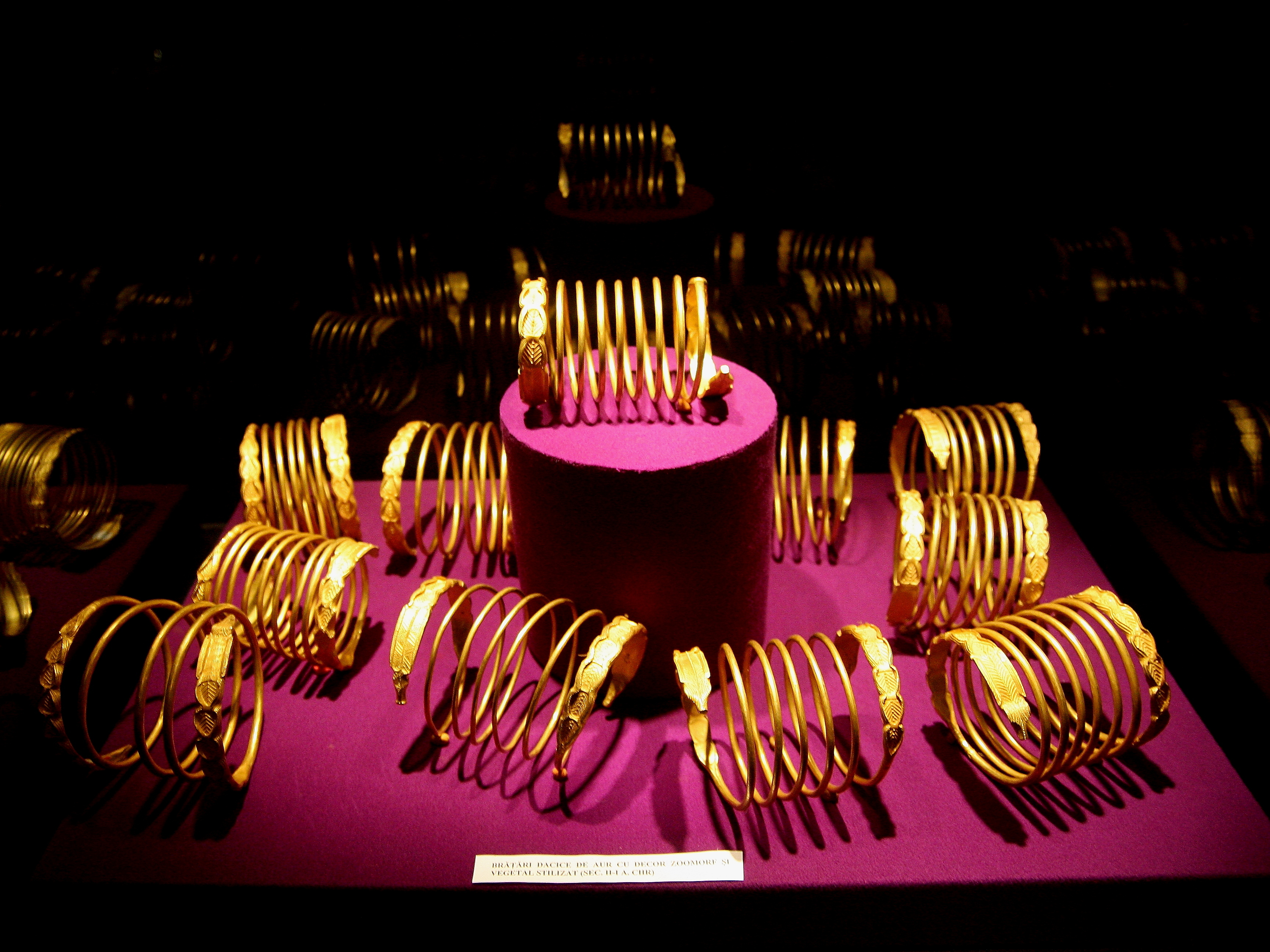
Brățările dacice